# 증기 증류

연구실에서의 증기 증류 기구.

증기 증류는 뜨거운 수증기를 플라스크에 불어넣어서 수증기와 함께 기화된 액체성분을 분리하는 증류방법이다.

## 같이 보기
- 증류
- 분별 증류
- 증기기관